# Clipicești
Clipicești – wieś w Rumunii, w okręgu Vrancea, w gminie Țifești. W 2011 roku liczyła 522
mieszkańców.